# エル・マーク
エル・マーク は、グラスジョーの2005年にiTunesでリリースされたB面のEPである。

## トラックリスト
1. "El Mark" - 3:38
2. "The Number No Good Things Come Of" - 5:04
3. "Oxycodone" - 5:44

## ライタークレジット
- All lyrics written by Daryl Palumbo
- All music written by Glassjaw